# Каппель, Егор Яковлевич
Егор Яковлевич Каппель (род. 24 ноября 1957; Астраханский район, Акмолинская область, Казахская ССР) — казахстанский политический и общественный деятель. Депутат Мажилиса Парламента Республики Казахстан (2007—2016).

## Биография
Егор Яковлевич Каппель Родился 24 ноября 1957 года в селе Оксановка Астраханского района Акмолинской области.
В 1980 году окончил Целиноградский инженерно-строительный институт по специальности инженер-строитель.
В 2012 году окончил экономический факультет Казахского национального технического университета им. Сатпаева по специальности магистр экономических наук.

## Трудовая деятельность
С 1980 по 1986 годы — Инженер по техническому надзору, старший прораб совхоза «Вячеславский» Вишневского района, Акмолинской области.
С 1986 по 1987 годы — Инструктор Вишневского райкома КПК.
С 1987 по 1990 годы — Первый заместитель Председателя Вишневского райисполкома.
С 1990 по 1995 годы — Директор совхоза совхоза «Анарский», с. Донецкое, Акмолинской области.
С 1995 по 2004 годы — Аким Аршалынского (Вишневского) района Акмолинской области.
С 2004 по 2007 годы — Аким Ерейментауского района Акмолинской области.
С 2017 по 2018 годы — Заместитель акима Акмолинской области.
С сентябрь 2018 года — Председатель Отраслевого профсоюза работников сельского хозяйства.

## Выборные должности, депутатство
С 2007 по 2011 годы — Депутат Мажилиса Парламента Республики Казахстан IV созыва выдвинут Советом Ассамблеи народа Казахстана. Член комитета по экономической реформе и региональному развитию, Член депутатской группы «Жаңа Қазақстан».
С 2011 по 2016 годы — Депутат Мажилиса Парламента Республики Казахстан V созыва, Член Комитета по вопросам экологии и природопользованию Мажилиса Парламента Республики.

## Награды и звания
- 2020 (3 декабря) — Орден «Парасат»[3]
- Орден Достык ІІ степени (2011)[4]
- Орден Курмет (2004)[5]
- Медаль «За внесённый вклад в обеспечение правопорядка»
- Награждён нагрудным знаком Первого Президента Республики Казахстан «Алтын барыс» (1998)
- Благодарственное письмо Первого Президента Республики Казахстан (1998)
- Медаль «Астана» (1998)
- Медаль «10 лет независимости Республики Казахстан» (2001)
- Медаль «50 лет Целине» (2004)
- Медаль «10 лет Астане» (2008)
- Медаль «20 лет независимости Республики Казахстан» (2011)
- Медаль «20 лет Ассамблеи народа Казахстана» (2015) и др.